# 長井勝見
長井 勝見（ながい かつみ）は、日本の映像作家、アニメーター。
主に、NHKの音楽番組「みんなのうた」などのアニメーションを制作している。

## 作成作品一覧

### みんなのうた
- ◆は、5分間1曲枠の楽曲（ロングのうた）。
- 1.ギンガムチェックの小鳥 / 湯川潮音（2007年10月・11月放送）
- 2.ひよこぐも / アヤカ・ウィルソン（2009年8月・9月放送）
- 3.はんぶんおとな / 井上あずみ&ゆーゆ（2014年12月・2015年1月放送）